# Josikava Eidzsi
Josikava Eidzsi (吉川 英治; Hepburn: Eiji Yoshikawa; Jokohama, 1892. augusztus 11. – 1962. szeptember 7.) japán író.
Eredeti neve Josikava Hidecugu, volt szamurájcsaládba született a mai Jokohama területén. Iszákos apja miatt a család elszegényedett, Josikavának 11 évesen ki kellett maradnia az iskolából, s a munka mellett esti tanfolyamokra járt. Ifjúkorában szenrjú-kat, tréfás alkalmi verseket írt. 1921-ben egy újság munkatársa lett, amely azonban az 1923-as nagy kantói földrengés idején tönkrement. Josikava ekkor határozta el, hogy az írásból fog élni.
Több kommersz kalandregény publikálása után (pl. Naruto hicsó, „Naruto titkos feljegyzései”, 1926–27) megírta és az Aszahi simbunban folytatásokban (1935–39) közölte hatalmas történelmi regényét, a Mijamoto Muszasi-t, amely a neves 17. századi kardforgatóról és íróról szól. Ezt követte a Taikó (mely Tojotomi Hidejosi 16. századi hadvezérről és Japán egyesítéséről szól), majd régi japán krónikák, pl. a Heike monogatari, Taiheiki megregényesítése, illetve népszerű kínai regények, pl. a Vízparti történet átdolgozása. Japán nyelvű életműve 80 kötetre rúg. Az volt a véleménye, hogy a populáris irodalomnak az olvasó lelki épülését is szolgálnia kell, ezért művei rendre erkölcsi kérdések körül forognak, s a jelent is igyekeznek megvilágítani. Első lektűríróként ő kapta meg 1960-ban a Kultúra-érdemrendet, halála előtt pedig a Szent Kincs-renddel is kitüntették.

## Magyarul megjelent művei
- Muszasi; Édesvíz, Bp., 1993–1994, ISBN 963-7940-88-X[1]
  - 1. A szamuráj útja; ford. Ecsedy Csaba; 1993
  - 2. A háború művészete; ford. Tótisz András 1993; 2007; 2017. Helikon, Szenzár ISBN 978 963 227 883 4
  - 3. A kard útja; ford. Tótisz András; 1993
  - 4. A busidó-kód; ford. Tótisz András; 1994
  - 5. Az élet és halál útja; ford. Bukor Éva; 1994
- Taiko; ford. Stefanovits Péter; Ulpius-ház, Bp., 2008, ISBN 978-963-254-122-8
- Taiko 2.; ford. Stefanovits Péter; Ulpius-ház, Bp., 2011
- Taikó, 1-3.; Szenzár, Bp., 2016–2017
  - 1. ford. Stefanovits Péter; 2016
  - 2. ford. Stefanovits Péter, Illés Róbert; 2017
  - 3. ford. Tóth Andrea; 2017